# Sail Away (Deep Purple)
Sail Away è un brano dei Deep Purple contenuto nell'album Burn del 1974. La canzone è stata scritta dal chitarrista Ritchie Blackmore e dal nuovo cantante della formazione Mark III David Coverdale che, insieme al nuovo bassista Glenn Hughes, ha introdotto elementi blues e funk nel suono del gruppo.
La canzone è il pezzo dell'album con più spiccati elementi di funk, con un'ottima performance vocale di David Coverdale, giocata sulle tonalità più basse e profonde, e di Glenn Hughes.

## Storia
La canzone è nata nelle sessioni di settembre 1973 al Clearwell Castle durante le quali il gruppo ha composto l'album Burn.

## Cover
- I Whitesnake hanno riregistrato la canzone per il loro The Purple Album del 2015.